# Johan Martin Christian Lange
Johan Martin Christian Lange (Johan Lange) (20 de març de 1818 – 3 d'abril de 1898) va ser un botànic, pteridòleg, micòleg, briòleg i algòleg danès.
Va obtenir el lloc de bibliotecari a la "Biblioteca Botànica" de la Universitat de Copenhaguen de 1851 a 1858, i Director del Jardí botànic de 1856 a 1876, docent de Botànica en la Universitat Tècnica Danesa de 1857 a 1862, i el mateix en el Col·legi Real de Veterinària i Agricultura de 1858 a 1893, arribant a professor titular en 1892.
Comença editant la seva Flora Danica el 1858, i en va ser el seu últim editor. Amb Japetus Steenstrup, Lange va ser coeditor de Flora Danica fasc. 44 (1858). I edita només els fasc. 45-51 (1861-83) i el Suplement vols. 2-3 (1865-74), en total 600 planxes. Després de finalitzada la publicació de Flora Danica, edita Nomenclator Floræ Danicæ en 1887 - un volum indexant totes les planxes de Flora Danica alfabètica, sistemàtica i cronològicament.
Explora molt Europa, completant extensius estudis de la flora de Dinamarca, Groenlàndia i altres àrees europees, especialment Espanya, publicant "Willkomm & Lange": Prodromus Florae Hispanicae, 1861-80.
Expandeix la classificació desenvolupada per Linneo, escrivint Plantenavne og navngivningsregler ("Noms de Plantes i regles per a nomenar-les") que influencia en desenvolupament del Codi Internacional de Nomenclatura Botànica (codi Sant Lluís), el sistema en ús avui.
Charles Darwin manlleva un llibre a Lange, qui falla a retornar-lo en temps com ho esmenta Darwin en la seva correspondència.
- L'abreviatura «Lange» s'empra per a indicar a Johan Martin Christian Lange com a autoritat en la descripció i classificació científica dels vegetals.

## Llista parcial de publicacions
- Moritz Willkomm and Johan Lange (1861–1880). Prodromus florae hispanicae, seu synopsis methodica omnium plantarum in Hispania
- Icones plantarum sponte nascentium in regnis Daniae et Norvegiae, in ducatibus Slesvici et Holsatiae et in comitatibus Oldenburgi et Delmenhorstiae: (Pictures of the plants growing wild in the kingdoms of Denmark and Norway, in the duchy of Schleswig-Holstein, and in the principalities of Oldenburg and Delmenhorst).
- Beretning om Universitetets botaniske Have for Aarene 1867-68
- Beretning om Universitetets botaniske Have for Aarene 1871-73
- Conspectus florae groenlandicae: Grønlands mosser (Muscineae) (Overview of the mosses of Greenland)
- Conspectus florae groenlandicae: 1. Fanerogamer og karsporeplanter (Overview of the vascular plants of Greenland)
- Conspectus florae groenlandicae: Tillæg til fanerogamerne og karsporeplanterne (Overview of the plants of Greenland, Supplement to vascular plants)
- Descriptio iconibus ilustrata plantarum novarum 1864–1866.
- Flora Danica
- Haandbog i den danske flora 1851.
- Nomenclator "Florae Danicae;" sive, Index systematicus et alphabeticus operis quod "Icones florae Danicae" inscribitur, cum enumeratione tabularum ordinem temporum habente, adiectis notis criticis. 1887.
- Pugillus plantarum imprimis Hispanicarum, quas in itinere 1851-52 legit Joh. Lange.
- "Udvalg af de i Universitetets botaniske og andre Haver iagttagne nye Arter". Botanisk Tidsskrift. 19: 255–268. 1895.
- Revisio Specierum Generis Crataegi Imprimis Earum, Quae in Hortis Daniae Coluntur: Oversigt over de i Danmark Haardføre Arter af Hvidtyørn-Slaegten (Crataegus). Copenhagen: Lehmanns & Stages Forlag. 1897.